# Tripanurga conabilis
Tripanurga conabilis är en tvåvingeart som först beskrevs av Henry J. Reinhard 1947.  Tripanurga conabilis ingår i släktet Tripanurga och familjen köttflugor.
Artens utbredningsområde är Texas. Inga underarter finns listade i Catalogue of Life.